# Rüdiger Manesse
Rüdiger Manesse il Vecchio (... – Zurigo, 5 settembre 1304) è stato un politico svizzero, collezionista di Minnelied.

## Biografia
Proveniente dalla famiglia zurighese di ministeriali dei Manesse, in auge a Zurigo tra il XIII e il XIV secolo, Rüdiger viene menzionato per la prima volta nel 1252. Dal 1264 fu membro del Consiglio cittadino, in particolare facendo parte dell'organo municipale di Zurigo noto come Herbstrat (Consiglio d'inverno, il quale assieme al Fastenrat e al Sommerrat era uno dei tre organismi assembleari, composti da 12 persone ciascuno, nei quali era diviso il Consiglio, che si avvicendavano nell'arco dell'anno) tra il 1278 e il 1303.
Fu uno dei consiglieri più influenti di Zurigo, prendendo parte a numerosi tribunali arbitrali, fornendo garanzie e assistendo a transazioni legali della città di Zurigo. Viene menzionato inoltre nello Specchio Svevo, importante testo giuridico.  
Rüdiger Manesse è tuttavia principalmente noto come promotore dei Minnesang nell'area di Zurigo e come collezionista di Minnelied. Come riportato da Johannes Hadlaub, Rüdiger insieme al figlio Johannes, promosse sul finire del XIII secolo la raccolta di testi al fine di ottenere una collezione il più possibile completa. Da tale lavoro sarebbe scaturito l'Heidelberger Liederhandschrift, noto anche come Manessesche Liederhandschrift, il più completo canzoniere in lingua tedesca con componimenti che spaziano dalla metà del XII secolo agli inizi del XIV secolo, manoscritto redatto a Zurigo in più fasi nella prima metà del XIV secolo.